# 新吾十番勝負
『新吾十番勝負』（しんごじゅうばんしょうぶ）は、川口松太郎の小説。1957年（昭和32年）から1959年（昭和34年）にかけて朝日新聞に連載された。徳川吉宗の隠し子・葵新吾と周囲の人間模様を描いた作品で、映画化・テレビドラマ化がたびたびなされた。

## 映画
映画版は東映で、1959年（昭和34年）から1960年（昭和35年）にかけて4作のシリーズが製作された。また、1961年（昭和36年）から1963年（昭和38年）に続編となる『新吾二十番勝負』シリーズ、1964年（昭和39年）に番外編の『新吾番外勝負』が製作された。主演は大川橋蔵。全作カラー、シネマスコープ。あまりの人気もあり山城新伍が芸名を決めた一つにはこの作品のタイトル名が由来の一つとされたほどの逸話もある。

### 新吾十番勝負

#### シリーズ
- 1959年3月17日『新吾十番勝負』
- 1959年8月19日『新吾十番勝負 第二部』
- 1960年3月27日『新吾十番勝負 第三部』
- 1960年4月16日『新吾十番勝負 完結篇』

#### スタッフ
- 監督：松田定次（1・3・4）、小沢茂弘（2）
- 脚色：川口松太郎、中山文夫（3・4）
- 企画：中村有隣
- 撮影：川崎新太郎（1・3・4）、山岸長樹（2）
- 音楽：深井史郎（1・2）、富永三郎（3・4）
- 美術：川島泰三（1・3・4）、桂長四郎（2）

#### キャスト
- 葵新吾、松平頼方（若い頃）：大川橋蔵
- 松平頼方：大友柳太朗
- 真崎庄三郎：岡田英次
- お長、お鯉の方：長谷川裕見子
- 梅井多門：山形勲
- お縫：桜町弘子（1）、大川恵子（2～4）
- 武田一真：月形龍之介
- 真崎備前守：高松錦之助

新吾十番勝負
- 綾姫：佐久間良子
- 安藤対馬守：大河内伝次郎
- 井上河内守：薄田研二
- 黒田綱政：三島雅夫
- 雪姫：花園ひろみ
- 井出市右衛門：徳大寺伸
- 黒田美作：上代悠司
- 黒田史郎：月形哲之介
- 俊太：堺駿二
- 平太：渡辺篤
- 嘉平：杉狂児
- 宮野辺貢：原健策
- 田部源蔵：小柴幹治
- 越前屋半六：明石潮
- 本多上総介：香川良介

新吾十番勝負 第二部
- 日本駄右衛門：山村聡
- お咲：新珠三千代
- 要助：山城新伍
- 須栄：五月みどり
- 鹿島佐吉：市川小太夫
- 繁蔵：田中春男
- 松平頼安：加賀邦男
- 鉾田の虎松：阿部九洲男
- 下島甚右衛門：吉田義夫
- 淀屋辰五郎：御橋公
- 黒田豊前守：永田靖
- 坂本修理：沢村宗之助
- 水野忠明：片岡栄二郎
- 奈良屋勝五郎：瀬川路三郎
- 峰岸作兵衛：南方英二
- 安井源八郎：汐路章
- 水野和泉守：荒木忍
- 代貸彦十郎：百々木直
- 役人：遠山恭二

新吾十番勝負 第三部
- おきく：青山京子
- 酒井讃岐守：宇佐美淳也
- 久世大和守：進藤英太郎
- 柳生飛騨守俊方：北龍二
- 藤井為之助：上田吉二郎
- 大井丹介：原健策
- 宗田豊之進：岡譲司
- 徳禅和尚：汐見洋
- 高木主水正：水野浩
- 牧野河内守：香川良介
- 太田備中守：明石潮
- 井関五郎兵ヱ：中村時之助
- 大石竜蔵：伊東亮英
- 山崎平馬：吉田義夫
- 由比三之助：片岡栄二郎
- 大賀弥八：徳大寺伸
- 多羅尾平八：戸上城太郎
- 中西源蔵：大邦一公
- 木戸頑鉄：小田部通麿
- 小猿の次郎：風間杜夫
- 嘉平：団徳麿
- 太田忠平：五味勝之介
- 萩原勘左衛門：長田健
- 高木格之進：藤木錦之助
- 縄手の八五郎：熊谷武
- 水野久馬：矢奈木邦二郎
- 大崎：近江雄二郎
- 鉄：石丸勝也
- 谷川玄蕃：古石孝明
- 夢想小文洛：加藤浩
- 文野：滝千江子
- 宮田：大里健太郎
- 天神の丑松：浪花五郎
- 大谷：香月凉二
- 宮崎修理：源八郎
- 山口：西家正晃
- 宗円：佐々木松之亟
- 島田：南方英二
- 野口：田中亮三
- 石田：兼田好三
- 由公：島田秀雄

新吾十番勝負 完結篇
- 酒井讃岐守：宇佐美淳也
- 久世大和守：進藤英太郎
- 柳生飛騨守：北龍二
- 京極佐渡守 : 三島雅夫
- 太田備中守：明石潮
- 多加（由紀）：丘さとみ
- 尾形乾山：薄田研二
- 白沼半十郎（清水主馬）：田中春男
- 蜂須賀吉武：高島新太郎
- 徳川宗武：目黒祐樹
- 安冨忠太夫：市川小太夫
- 北川頼母：加賀邦男
- 水谷勘十郎：月形哲之介
- 由比三之助：片岡栄二郎
- 高木主水正：水野浩
- 佐々内蔵介：小堀明男
- 田中新兵衛：上代悠司
- 宮島喜八：遠山恭二
- 笹本卯三郎：御橋公
- 秋江：花園ひろみ

### 新吾二十番勝負

#### シリーズ
- 1961年1月3日『新吾二十番勝負』
- 1961年7月9日『新吾二十番勝負 第二部』
- 1963年7月13日『新吾二十番勝負 完結篇』

#### スタッフ
- 監督：松田定次
- 脚本：川口松太郎（1・2）、中山文夫
- 企画：中村有隣
- 撮影：川崎新太郎
- 音楽：富永三郎
- 美術：川島泰三

#### キャスト
- 葵新吾：大川橋蔵
- 徳川吉宗：大友柳太朗
- お縫：桜町弘子
- お鯉の方：長谷川裕見子
- 酒井讃岐守：三島雅夫
- 六尺六平太：千秋実
- 牧野河内守（1）、柳生但馬守（2・3）：北龍二

新吾二十番勝負
- 甲賀新八郎：沢村訥升
- 由紀姫：丘さとみ
- 白根弥次郎：平幹二朗
- 山村与八郎：徳大寺伸
- 井伊直惟：小柴幹治
- 夏目外記：沢村宗之助
- 中院通朝：原健策
- 大久保弥太夫：上代悠司
- 朝七：秋田Aスケ
- 徳松：秋田Bスケ
- 有馬：小田部通麿
- 納富一無斎：大河内伝次郎
- 太田備中守：小沢栄太郎

新吾二十番勝負 第二部
- 甲賀新八郎：沢村訥升
- 由紀姫：丘さとみ
- 白根弥次郎：平幹二朗
- 根津儀平：戸上城太郎
- 岡部儀助：水野浩
- 矢口典膳：小田部通麿
- 桧垣主水：左卜全
- 酒井讃岐守：三島雅夫
- 秋江：梶すみ子
- 鮫六：加藤浩
- 大石半蔵：尾形伸之介
- 岡部儀助：水野浩
- 友野：水原みゆき
- 蝶：春海洋子
- 志賀子：玉喜うた子
- 秀：笹みゆき
- 八重：西崎みち子
- 漁師の妻：美松艶子
- 漁師：大里健太郎
- 高辻平馬：神木眞寿雄
- 真崎庄三郎：岡田英次
- 松平頼安：薄田研二

#### 製作
- 岡田茂東映京都撮影所所長は、同所で『キネマ旬報』のインタビューに答え、「去年までやって来た東映の型通りの東西お盆映画といったマンネリズムを今年は破ろうと番組を7月を『新吾二十番勝負 第二部』と『霧丸霧がくれ 南海の狼』、8月は『幽麗島の掟』に『モーガン警部と謎の男』にしました。ゴールデンウイークの成績があまり香しくなかったので、6・7・8月とマンネリズムでない映画を作りました。『宮本武蔵』は別格としても橋蔵の"若様"（『若様やくざ』）と北大路の"葵"（『葵の暴れん坊』、北大路欣也第一回主演作品）[4]といった新スタイルの二本立、それに錦ちゃんの『東海の若親分』千恵さんの『はやぶさ大名』の二本立がいずれも予想外に当たりました。これで従来のマンネリズムから脱皮した作品が成功するという自信を得ました。これからはこの線で押して行きます」と述べた[5]。

新吾二十番勝負 完結篇
- 武田一真：月形龍之介
- 弘徳：山形勲
- 不動漢山：田崎潤
- 太田備中：香川良介
- おかね：風見章子
- 大谷次兵衛：戸上城太郎
- 池内兵衛：南方英二

### 新吾番外勝負

#### スタッフ
- 監督：松田定次
- 脚本：野上竜雄
- 企画：杉井進、佐伯明
- 撮影：川崎新太郎
- 音楽：木下忠司
- 美術：川島泰三

#### キャスト
- 葵新吾：大川橋蔵
- 雑賀彦十郎：内田良平
- お鯉：長谷川裕見子
- お縫：桜町弘子
- 葛西藤九郎：松方弘樹
- 小貫：高千穂ひづる
- よね：松浦築枝
- 次兵衛：三島雅夫
- お夏：藤純子（後の富司純子）
- 半蔵：中谷一郎
- 庄五郎：小田部通麿
- 仁助：田中邦衛
- 団六：曾我廼家明蝶

## テレビドラマ

### 1958年日本テレビ版
1958年12月2日-1960年3月29日に、日本テレビの火曜19:30-20:00の枠で放送。全68回。日本電池（後のジーエス・ユアサコーポレーション）の一社提供。

#### スタッフ
- 脚本：内山惣十郎
- 演出：野島宗昭

#### 主題歌
「新吾十番勝負」
- 作詞：内山惣十郎 / 作曲：北村和夫 / 編曲：船村徹 / 歌：青木光一

#### キャスト
- 江見俊太郎
- 竜崎一郎
- 岸旗江
- 桂典子
- 池田忠夫
- 細川俊夫

ほか
| 日本テレビ系 火曜19:30枠        | 日本テレビ系 火曜19:30枠 | 日本テレビ系 火曜19:30枠 |
| 前番組                          | 番組名                   | 次番組                   |
| ------------------------------- | ------------------------ | ------------------------ |
| 遊星王子 ※水曜18:15枠へ移動     | 新吾十番勝負             | 快傑ハリマオ             |
| 日本テレビ系 日本電池一社提供枠 |                          |                          |
| 悦ちゃん （水曜18:15 - 18:45）  | 新吾十番勝負             | （終了）                 |

### 1961年フジテレビ版
タイトルは「新吾二十番勝負」。1961年7月3日-12月25日に、フジテレビの月曜19:30-20:00の枠で放送。山崎証券（後のSMBC日興証券）の一社提供。

#### スタッフ
- 演出：辻村光慶

#### キャスト
- 夏目俊二
- 綾小路絃三郎
- 高峰圭二
- 津川あさみ
- 小文字まり

### 1966年TBS版
1966年10月3日-1967年6月26日に、TBSの「ブラザー劇場」（月曜19:30-20:00）の枠で放送。全39回。田村正和のテレビ時代劇初主演作である。

#### スタッフ
- 原作：川口松太郎
- プロヂューサー：松田定次、桑田良太郎、四方基、小梶正治
- 脚本：川口松太郎、鈴木生朗、岸生朗、中山文夫
- 音楽：高山義一
- 現像：東洋現像所
- 製作協力：京都映画
- 監督：松田定次、松村昌治
- 制作：TBS、松竹テレビ室

#### 主題歌
「新吾十番勝負」
- 作詞：植田悌子 / 作曲：安藤光親 / 歌：舟木一夫（コロムビアレコード）

#### キャスト
- 葵新吾：田村正和
- 徳川吉宗：佐野周二
- お鯉の方：扇千景
- お縫：岸久美子
- 真崎庄三郎：牧冬吉
- 梅井多門：織本順吉
- 綾姫：長内美那子
- 武田一真：南原宏治
- 安藤対馬守：村上冬樹
- 井上河内守：徳大寺伸
- 瀬田源八郎：波田久夫
- 浜島庄兵ヱ：寺島達夫
- 千代：松川純子
- 鷹司道子：東山明美
- お銀：瞳麗子
- 藤井三太夫：左卜全
- 鬼頭一角：渡辺文雄
- 鹿島の佐吉：河野秋武
- お咲：市川靖子
- 繁蔵：山城新伍（※渡辺安治名義）
- 牧野河内守：宇佐美淳也
- 牧主水：東千代之介
- 小太郎（主水の子）：保積ぺぺ → 高宮克弥
- 松平頼安：大瀬康一
- 真崎備前：月形龍之介

　** ほか
- 語り手：芥川隆行

#### 放送リスト
| 回 | サブタイトル       | ゲスト |
| -- | ------------------ | --- |
| 1  | 剣は叫ぶ           | 黒田綱政：小柴幹治、家老美作：北原将光、佐伯甚内：月形哲之介、黒田史郎：長井優                                                                                                 |
| 2  | 密使が飛ぶ         | おさが：岩本多代、家老美作：北原将光、天津軍兵ヱ：尾形伸之介、間瀬彦次郎：大木勝 忍者：汐路章                                                                                  |
| 3  | 小太刀を使う姫君   | 沼田与一郎：舟木洋一、永井孫太夫：原聖四郎 |
| 4  | 黄金の罠           | 井出市右ヱ門：西田智、村井大俉：宮城稔 |
| 5  | まて！地獄剣       | 野村久太夫：永田光男 |
| 6  | 天下を斬る男       | 野村久太夫：永田光男、近藤采女：市川男女之助 |
| 7  | 疾風！野盗が行く   | 仲六：曽我廼家一二三、佐々木十兵衛：尾上栄五郎、鉄六：芦田鉄雄、五郎八：野崎善彦 熊右ヱ門：谷口登                                                                              |
| 8  | 獣の通る道         | 仲六：曽我廼家一二三、熊右ヱ門：芦田鉄雄、五郎八：野崎善彦、鉄六：谷口登 |
| 9  | 渓谷の銃声         | 源太：沼田曜一、仲六：曽我廼家一二三、熊右ヱ門：芦田鉄雄、五郎八：野崎善彦 宿場役人：千利介、鉄六：谷口登                                                                      |
| 10 | きつね御殿         | 河内典膳：原健策、：東恵美子、小夜姫：稲野和子、田所甚内：千葉敏郎 三浦伯耆守：南部彰三、小田幾之進：唐沢民賢い、佐々数馬：田中泰孝、小太郎：谷口勉                            |
| 11 | 阿波の渡り鳥       | お柳：三島ゆり子、鬼道丸：戸上城太郎、宍戸将監：本郷秀雄、西田十内：楠木義孝 仁兵ヱ：飯沼慧、巡礼お鈴：清島とも子                                                              |
| 12 | 狼谷の死斗         | 志乃：小山明子、鬼弥太：大木実、エミ：西尾三枝子、箕作刑部：高城淳一 甚吉：寺島雄作、老爺：佐々木松之丞、剣士：谷口登                                                          |
| 13 | 危機一発           | 由留木、弥十：内田朝雄、妙：松島トモ子、女中：かしまし娘、六平：柳谷寛 代官：山路義人、佐平次：巽秀太郎、熊：川路誠、虎：出水憲司 猿：谷口登、みつ：鶴田桂子、きく：佐々木愛   |
| 14 | 大あばれ初春街道   | 役人十内：石川進、判次：若井はんじ、健次：若井けんじ、名張：汐路章 うつぼ：青柳みゆき、近習：田中泰孝                                                                          |
| 15 | 忍者がやって来た！ | お島：嵯峨三智子、卍：楠本健二、頓平：神戸飄介、六助：上竹俊夫 |
| 16 | 月夜の天狗         | 郡代下島：諸角啓二郎、鉾田虎松：山路義人、宮司：水上杢太郎 武士：谷口登、武士：土橋勇                                                                                          |
| 17 | 江戸城の秘密       | 郡代下島：諸角啓二郎、堀山城守：加賀邦男、彦十郎：尾上鯉之助、平山：舟木洋一                                                                                                   |
| 18 | 吹けよ！春風       | 彦十郎：尾上鯉之助、郡代下島：諸角啓二郎、仙太：野崎善彦 子分：谷口登、子分：土橋勇                                                                                            |
| 19 | 忍者の掟           | かすみ：吉村実子、日疋道斉：須賀不二男、朱実：吉村絵梨子、鷹目：高杉玄 真田信弘：杉山昌三九、伊の字：宍戸大膳、忍者：川谷拓三、ほくろ：智村清                                  |
| 20 | 二十七人の刺客     | 宇都宮玄馬：菅原文太、おみつ：市川瑛子、千草：嵯峨京子、たみ：山田光子 灯十：野崎善彦、弥五郎：土橋勇、吹兵ヱ：山中勇、忍者：谷口登 忍者：辻鏡二郎、忍者：扇田喜久一           |
| 21 | 無敵道場破り       | 唐一官：小池朝雄、梨花：亀井光代、榊原源心：月形哲之介、道場主：加藤浩 酌婦：但馬和子                                                                                          |
| 22 | 闇討ち             | 梓：葉山葉子、安積帯刀：成瀬昌彦、黒い侍：伊達三郎、如月又之丞：田中泰孝 如月孫太夫：浪花五郎、牢番の侍：津村忠晴                                                              |
| 23 | 埋蔵金八千万両     | 須栄：霧立はるみ、土方上野守：細川俊夫、要助：神戸飄介、漆十内：楠本健二 子守：五月うた子、淀屋辰五郎：市川男女之助、女忍者：安田厚美、小間物屋風の男：智村清 番の武士：谷口登 |
| 24 | 地獄の使者         | 小染：中原早苗、堺屋十兵衛：北村英三、壬生将監：戸上城太郎、六角喜平次：兼田好三 嵯峨民部：土橋勇、お君：島景子                                                                |
| 25 | 火薬に火をつけろ   | 小枝：中村晃子、剣雷太：松本錦四郎、手代木蘭山：江見俊太郎、根来兵馬：新宮寺寛 碇屋重兵衛：有馬宏治、人夫丑松：谷口登                                                          |
| 26 | 少年と空と旅       | 清六：中田ダイマル、次郎八：中田ラケット、甚内：高野真二、宿の番頭：芹川洋 居酒屋の亭主：諸留満夫                                                                              |
| 27 | 剣に花を           | 浅茅：松山容子、八郎兵衛：島ひろし、おかめ：ミスワカサ、向坂甚十郎：富田仲次郎 村沢右近：出水憲司、大場弥五郎：阿波地大輔、宿の女中：打田輝子                                  |
| 28 | 秘境の三悪人       | 喬之介：太田博之、桔梗：朝海千景、軍太夫：五味竜太郎、次郎左：汐路章 大二郎：加藤浩、虎四郎：兼田好三、木猿：越川一、しのぶ：鶴田桂子                                          |
| 29 | 剣魔               | 鈎重四郎：内田良平、おしの：清水まゆみ、政五郎：吉田義夫、三次：本郷秀雄 笹井：波田久夫、青江：土橋勇、下沢：谷口登                                                            |
| 30 | 旅は青空           | 健太：美川憲一、お美津：原良子、与吉：大泉滉、黒木平兵衛：尾上鯉之助 猪十郎：智村清                                                                                            |
| 31 | 必殺道場破り       | 唐十官：小池朝雄、お柳：山東昭子、源八：森秀人、大瀬新九郎：小田部通麿 |
| 32 | 音無し片手剣法     | 宗方主膳：天知茂、三千代：藤景子、山田図書：原健策、水野和泉守：唐沢民賢 速水逸平：北町史郎、五郎丸：渡辺明、久作：石丸三平                                                    |
| 33 | くれない三度笠     | 多加：野川由美子、金沢市十郎：人見明、原田修理：加賀邦男、由紀：聖みち子 本所平内：新宮寺寛、松平忠愛：南部彰三                                                                |
| 34 | 地獄の剣光         | 海老名一記：待田京介、弥生：北川めぐみ、安土祐見：尾上栄五郎、秋吉数馬：田中泰彦 松造：佐々木松之丞                                                                            |
| 35 | 剣に涙あり         | 子春：亀井光代、不知火蔵人：倉丘伸太郎、渡利左馬之介：伊達三郎、馬場文次郎：川路誠 番頭：野崎善彦、赤沢又五郎：出水憲司                                                        |
| 36 | 濡れ髪殺法         | 萩江：松山容子、柳生兵衛介：城所英夫、近藤弥十郎：千葉敏郎、結城左門：兼田好三 坂崎兵馬：相原昇、池野六郎：土橋勇、柳生門弟：淡路康、老婆：山田光子                            |
| 37 | 真剣勝負           | 千代：一ノ木真弓、本多康政：山下洵一郎、三郎：堀川寛、相馬彦四郎：安井昌二 柴田源五郎：国一太郎、隠密：谷口登                                                                  |
| 38 | 四明ヶ岳の決闘     | 織江：磯村みどり、勘助：藤尾純、謙一郎：谷口勉、古沢喜平次：土橋勇 巡礼：清嶋智子                                                                                              |
| 39 | 竜虎日本晴れ       | 高垣右近：尾上鯉之助、侍女：鶴田桂子 |

| TBS ブラザー劇場 | TBS ブラザー劇場 | TBS ブラザー劇場 |
| 前番組           | 番組名           | 次番組           |
| ---------------- | ---------------- | ---------------- |
| うちのお父ちゃん | 新吾十番勝負     | コメットさん     |

### 1970年関西テレビ版
関西テレビ制作、フジテレビ系列で1970年4月5日から同年9月27日まで「白雪劇場」（日曜 21:30 - 22:15）の枠にて放送。小西酒造の一社提供だった。

#### スタッフ
- 演出：内海佑治

#### キャスト
- 松方弘樹
- 天知茂
- 桜町弘子
- 山形勲
- 瑳川哲朗
- 紀比呂子
- 沼田曜一
- 近藤正臣

#### 放送局
特記の無い限り全て放送時間は日曜 21:30 - 22:15、同時ネット。

★ - 本作が放映開始した1970年4月に開局した局。
- 関西テレビ（制作局）
- 札幌テレビ：土曜 23:45 - 翌0:30（1970年4月18日 - 10月10日）[9]
- 岩手放送：日曜 16:45 - 17:30[10]
- 秋田テレビ[11]
- ★山形テレビ[12]
- 仙台放送[13]
- 福島テレビ：木曜 23:05 - 23:50[13]
- 新潟放送：土曜 15:00 - 15:45[14]
- フジテレビ[15]
- 富山テレビ[16]
- 石川テレビ[16]
- 長野放送[17]
- 山梨放送：土曜 13:15 - 14:00[18]

- テレビ静岡[19]
- 東海テレビ[20]
- ★島根放送[21]
- 岡山放送[22]
- 広島テレビ[22]
- 山口放送：日曜 14:30 - 15:15[23]
- テレビ愛媛[23]
- テレビ西日本[24]
- サガテレビ[24]
- テレビ長崎[25]
- テレビ熊本：日曜 15:30 - 16:15[25]
- 大分放送：日曜 22:30 - 23:15[23]
- 宮崎放送：土曜 13:00 - 13:45[26]
- 沖縄テレビ[27]

| 関西テレビ制作、フジテレビ系列 白雪劇場 | 関西テレビ制作、フジテレビ系列 白雪劇場 | 関西テレビ制作、フジテレビ系列 白雪劇場 |
| 前番組                                  | 番組名                                  | 次番組                                  |
| --------------------------------------- | --------------------------------------- | --------------------------------------- |
| 吉田松陰                                | 新吾十番勝負                            | 江戸の紅葵                              |

### 1981年-1982年フジテレビ版
フジテレビ「時代劇スペシャル」枠で、3回に分けて放送。

#### サブタイトル
| 部 | 放送日        | サブタイトル                       | 監督     | 脚本               |
| 1  | 1981年5月15日 | 愛に生き剣に生きる青春             | 斎藤光正 | 石川孝人、吉田義生 |
| 2  | 1982年2月26日 | 抹殺密命渦巻く悪の内懐にくの一暗躍 | 斎藤光正 | 石川孝人、吉田義生 |
| 3  | 1982年7月30日 | 尾張六十一万石将軍吉宗への謀叛     | 斎藤光正 | 石川孝人           |

#### 出演者
| 部 | 出演者 |
| 1  | 国広富之（美女丸＝葵新吾）、三船敏郎（梅井多聞）、岡田奈々（お縫）、かたせ梨乃（弁天小僧）、大出俊（徳川吉宗）、大山勝巳（柳生一之真）、田中浩（日本駄右衛門）、磯野洋子（お長）、鈴木瑞穂（井上河内守）、青木義朗（大岡越前守）、永井智雄（安藤対馬守）、藤宏子（於須磨の方）、小林勝彦、伊藤敏八、小野川公三郎、内田勝正、三谷昇、上野山功一、横谷雄二、三田康二、森下明、村上久勝、桜井ひろ子、中森いづみ、宮本幸子、有馬明良、大島光幸、三輪猛雄、和沢昌治、乙羽信子(語り)                                           |
| 2  | 国広富之（葵新吾）、岡田奈々（お縫）、三船敏郎（梅井多聞）、かたせ梨乃（弁天小僧）、大山勝巳（柳生一之真）、斉藤とも子（須栄）、大出俊（徳川吉宗）、田中浩（日本駄右衛門）、西田良（岡村佐平太）、内藤武敏（淀屋辰五郎）、小林昭二（黒田豊前）、井上昭文（柳生但馬守）、織本順吉（久世大和守）、磯野洋子（お鯉の方）、珠めぐみ、山本昌平、藤宏子(於須磨の方)、佐藤京一、木村元、長谷川明男、音羽千佳子、湖条千秋、有明祥子、高杉哲平、猪野剛太郎、成川哲夫、三輪猛雄、永井玄哉、中島元、龍のり子、二宮寛、乙羽信子(語り) |
| 3  | 国広富之（葵新吾）、岡田奈々（お縫）、西村晃（柳生如雲斎）、大山勝巳（柳生一之真）、和田浩治（矢倉十蔵）、かたせ梨乃（弁天小僧）、大出俊（徳川吉宗）、鈴木瑞穂（井上河内守）、田中浩（日本駄右衛門）、宗方勝巳（徳川宗春）、磯野洋子（お鯉の方）、穂積隆信、富田浩太郎、伊達正三郎、倉島襄、飯塚浩司、滝川潤、団巌、大木正司、おもろ正幸、湖条千秋、二宮寛、松永かずよ、乙羽信子(語り) |

|  |

### 1990年テレビ朝日版
1990年1月3日、テレビ朝日で新春時代劇スペシャルとして放送。放送時間は水曜18:00 - 20:54（JST）。

#### スタッフ
- 監督：大洲斉
- 脚本：鈴木則文、志村正浩
- 音楽：菊池俊輔
- ナレーター：緒形拳

#### キャスト
- 葵新吾：真田広之

- お菊：池上季実子
- むささびの源太：仲村トオル
- お縫：松原千明
- 真崎庄三郎：大出俊
- 黒田綱政：中尾彬
- 綾姫：杉浦幸
- 雪姫：森田美樹
- 勝姫：仁藤優子
- 安藤対馬守：内藤武敏
- 柳生新三郎：風間杜夫(特別出演)
- お駒：浅野ゆう子(特別出演)
- 井上河内守：佐藤慶
- 久世大和守：綿引勝彦
- 柳生但馬守：大木実
- 徳川吉宗：山口崇

- 梅井多聞：千葉真一

- 武田一真：若山富三郎

- お鯉の方：佐久間良子

- 安藤用人：内田勝正、酒井讃岐守：中野誠也、京都所司代：久富惟晴、
- 他：下川辰平、菅貫太郎、岩尾正隆、河合絃司、日向明子、藤悦子、曽根晴美、レッツゴーじゅん、志賀勝
栗原敏、峰蘭太郎、福本清三、後藤修、松川幸樹、加藤照男、宮路佳男、砂川康弘、名引直寿
高良隆司、吉崎大佑、石巻伸吾、松島ゆみこ、富永佳代子、五十嵐義弘、高並功、笹木俊志、渡辺成樹
阿波地大輔、小船秋夫、疋田泰盛、波多野博、細川純一、和田かつら、小柳圭子、上野見華、加賀邦男、佐藤京一